# Crowmarsh Gifford
Crowmarsh Gifford is een plaats in het bestuurlijke gebied South Oxfordshire, in het Engelse graafschap Oxfordshire. Het wordt door de Thames gescheiden van Wallingford in het westen.

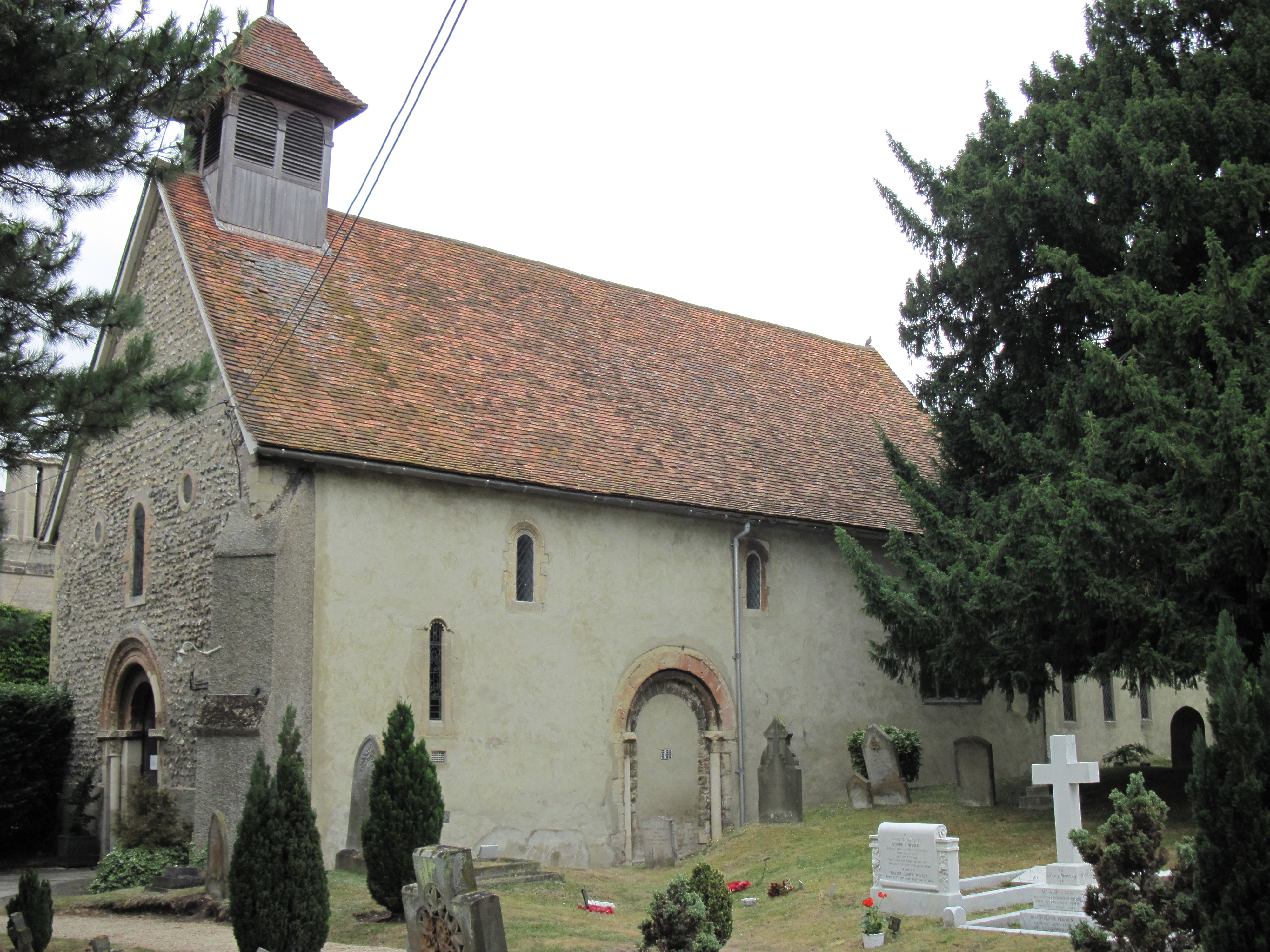
Kerk van St Mary Magdalene
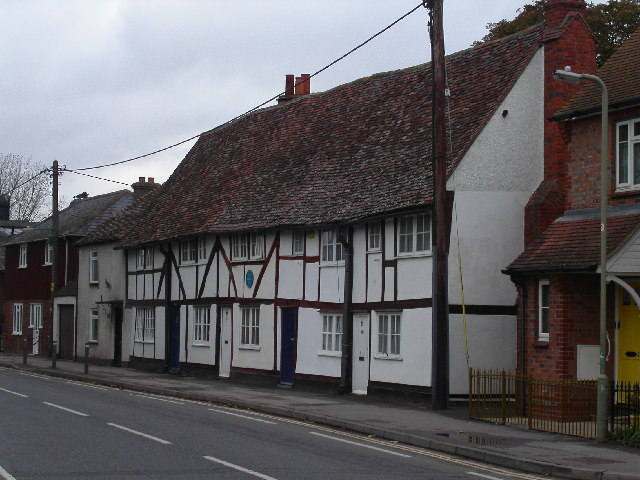
Cottages in Crowmarsh Gifford